# Львова Єлизавета Олегівна
Єлизаве́та Оле́гівна Льво́ва' м. Одеса, Україна) – українка

## Життєпис
Народилась в місті Одеса, Україна.

### Здобуття вищої освіти
У 2004 році закінчила Одеський національний університет імені  І.І. Мечникова за спеціальністю «Міжнародні економічні відносини».
У 2005 році закінчила Одеський національний університет імені  І.І. Мечникова за спеціальністю «Правознавство».

### Трудова діяльність
З 01.01.2008 по 31.08.2020  – працювала на кафедрі права і законотворчого процесу Одеського регіонального інституту державного управління при Президентові України.
З 01.09.2021 по 01.09.2024 - професорка кафедри конституційного та міжнародного права інституту права та безпеки Одеського державного університету внутрішніх справ.
З 01.09.2024 до тепер  -  професорка кафедри державно-правових дисциплін інституту права та безпеки Одеського державного університету внутрішніх справ.

## Наукова діяльність
У 2009 році у захистила дисертацію на здобуття наукового ступеня кандидата юридичних наук за спеціальністю 12.00.11 «Міжнародне право» на тему: «Правове регулювання міжнародного економічного правопорядку».
У 2020 році захистила дисертацію на здобуття наукового ступеня доктора юридичних наук за спеціальністю 12.00.02 «Конституційне право, муніципальне право» на тему: «Глобальний конституціоналізм: теоретичні підходи та правові виклики до формування».
Львова Є.О. активно долучається до міжнародних наукових проєктів та заходів. У 2015 році отримала грант для проведення наукового дослідження в Інституті порівняльного публічного права та міжнародного права ім. Макса Планка (м. Гейдельберг, Німеччина). У 2016 році із навчальним візитом відвідала Європейський суд з прав людини (м. Страсбург, Франція) та Суд справедливості ЄС (Люксембург). У 2017- 2019 роках була тренером літніх та зимових шкіл за підтримки Берлінської школи економіки і права (м. Берлін, Німеччина). У 2019 році проходила стажування у Шанхайській академії суспільних наук (м. Шанхай, КНР).
Є членкинею Європейського співтовариства міжнародного права, Асоціації випускників інститутів спільноти імені Макса Планка.
Є авторкою близько 150 наукових публікацій різного формату. Має п’ять авторських свідоцтв на твір.

## Нагороди та відзнаки
Нагороджена почесною грамотою за сумлінну працю, значний особистий внесок в підготовку магістрів та спеціалістів Одеського регіонального інституту державного управління при Президентові України.
Занесення на дошку пошани Одеського державного університету внутрішніх справ із врученням нагрудного знака «Кращий працівник» у 2024 році.